# Præsidentpaladset (Haiti)
Haitis præsidentpalads er præsidents residens i Haiti. Beliggende i Port-au-Prince . Det blev alvorligt beskadiget som følge af Jordskælvet i Haiti i 2010.

## Historie
Paldsets, umiddelbare forgænger blev ødelagt af en kraftig eksplosion i 1912, som dræbte daværende formand Cincinnatus Leconte og hundredvis af soldater. Et endnu tidligere palads blev ødelagt under en oprør i 1869.
Den nuværende bygning blev bygget i 1918 og blev designet af Georges Baussan, en haitiansk arkitekt.
Den 12. januar 2010 blev paladset stærkt beskadiget ved et jordskælv, der målte 7,0 på richterskalaen.
| Bygning eller seværdighed | Spire Denne artikel om en bygning, et bygningsværk eller en seværdighed er en spire som bør udbygges. Du er velkommen til at hjælpe Wikipedia ved at udvide den. |

18°32′N 72°20′V / 18.533°N 72.333°V